# Mendocino County
Mendocino County är ett county vid Stilla havskusten i Kalifornien, USA. Den administrativa huvudorten (county seat) är Ukiah.

## Geografi
Enligt United States Census Bureau har countyt en total area på 10 044 km². 9 088 km² av den arean är land och 956 km² är vatten.

### Angränsande countyn
- Sonoma County, Kalifornien - syd
- Lake County, Kalifornien - öst
- Glenn County, Kalifornien - öst
- Tehama County, Kalifornien - nordost
- Trinity County, Kalifornien - nord
- Humboldt County, Kalifornien - nord